# 雪野静
雪野 静（ゆきの しずか、1984年 - ）は日本のライトノベル作家。2008年、『逆理の魔女』で集英社主催の第八回スーパーダッシュ小説新人賞佳作を受賞し、デビュー。受賞時の名前は『雪叙静』。三重県出身。

## 作品リスト
- 逆理の魔女 ISBN 978-4-08-630506-8（2009年9月25日）
- テンプテーション・クラウンシリーズ（2011年2月25日 - 2012年8月24日）
  - テンプテーション・クラウン 2011年2月25日発売 ISBN 978-4-08-630596-9
  - テンプテーション・クラウン2 2011年6月29日発売 ISBN 978-4-08-630619-5
  - テンプテーション・クラウン3 2011年10月25日発売 ISBN 978-4-08-630645-4
  - テンプテーション・クラウン4 2012年5月25日発売 ISBN 978-4-08-630664-5
  - テンプテーション・クラウン5 2012年8月24日発売 ISBN 978-4-08-630694-2
- 諸刃のヴェセル ISBN 978-4-08-630784-0(2014年5月23日)